# Finanční stabilita
Finanční stabilita neboli stabilita finančního systému je stav finančních trhů v ekonomice, který brání vzniku systémového rizika, tj. rizika, že poskytování nezbytných finančních produktů a služeb finančním systémem bude narušeno do té míry, že to může významně ovlivnit hospodářský růst a blahobyt. Vznik možných systémových rizik ve finančním systému je řešen prostřednictvím makroobezřetnostních politik, jejichž cílem je právě zachování finanční stability.
Česká národní banka definuje finanční stabilitu jako situaci, kdy finanční systém plní své funkce bez závažných poruch a nežádoucích důsledků pro současný i budoucí vývoj ekonomiky jako celku a zároveň vykazuje vysokou míru odolnosti vůči šokům. Plněním svých funkcí je dle definice Mishkina (1991) myšlena zejména efektivní alokace úspor do investičních příležitostí, Padoa-Schioppa (2002) zdůrazňuje také dimenzi zpracování plateb.

## Finanční stabilita v ČR
Finanční stabilitu v České republice má na starosti Česká národní banka. Důležitým informačním zdrojem jsou v tomto ohledu její každoroční zprávy o finanční stabilitě. Ve Zprávě o finanční stabilitě za rok 2016/2017 se např. píše:
| „ | Jednou z nejlépe dokumentovaných zákonitostí o finančním sektoru je, že největší rizika pro finanční stabilitu vznikají v dobrých časech. Delší období robustního hospodářského růstu v prostředí nízkých úrokových sazeb vytváří optimistická očekávání, pod jejichž vlivem jsou banky i jejich klienti ochotni podstupovat vyšší rizika. Zejména v těchto obdobích je nezbytné, aby banky řídily úvěrové riziko vysoce obezřetně, konzervativně hodnotily kvalitu zástav a stanovovaly opravné položky v dostatečné výši. Sníženou míru úvěrových selhání v dobrých časech a aktuálně nízké náklady na riziko nelze interpretovat jako důkaz nízké úrovně systémových rizik a vysoké robustnosti systému. | “ |

Legislativně finanční stabilita přísluší Ministerstvu financí ČR (odbor Finanční trhy I, oddělení Finanční stabilita a dohled).

## Finanční stabilita v Evropě
Finanční stabilitu v eurozóně monitoruje a hodnotí Evropská centrální banka. Dvakrát ročně vydává tzv. Financial Stability Review, kde sumarizuje zdroje možných rizik pro finanční stabilitu eurozóny. Pro finanční stabilitu jsou rovněž důležité záchranné mechanismy, jež vznikly během krize, a to jak pro eurozónu, tak i EU (viz související odkazy níže). Evropská rada pro systémová rizika (ESRB) je v rámci Evropského systému finančního dohledu nezávislým orgánem odpovědným za makroobezřetnostní dozor nad finančním systémem v rámci EU.

## Finanční stabilita v globálním kontextu
Své zprávy o globální finanční stabilitě vydává dvakrát ročně také Mezinárodní měnový fond. Uskupení G20 vytvořilo orgán Rada pro finanční stabilitu (FSB).